# Campeonato Mundial de Rugby M21 de 2006
El Campeonato Mundial de Rugby M21 de 2006 se disputó en Francia, fue la quinta y última edición del torneo en categoría M21.

## Resultados

### Primera Fase
| Pos. | Equipo        | Encuentros | Encuentros | Encuentros | Encuentros | Tantos  | Tantos    | Tantos     | Puntos Totales |
| Pos. | Equipo        | jugados    | ganados    | empatados  | perdidos   | a favor | en contra | diferencia | Puntos Totales |
| ---- | ------------- | ---------- | ---------- | ---------- | ---------- | ------- | --------- | ---------- | -------------- |
| 1    | Sudáfrica     | 3          | 3          | 0          | 0          | 136     | 43        | +93        | 13             |
| 2    | Australia     | 3          | 3          | 0          | 0          | 82      | 51        | +31        | 13             |
| 3    | Francia       | 3          | 2          | 0          | 1          | 68      | 25        | +43        | 11             |
| 4    | Nueva Zelanda | 3          | 2          | 0          | 1          | 121     | 51        | +70        | 10             |
| 5    | Inglaterra    | 3          | 2          | 0          | 1          | 79      | 49        | +30        | 10             |
| 6    | Argentina     | 3          | 2          | 0          | 1          | 55      | 52        | +3         | 10             |
| 7    | Irlanda       | 3          | 1          | 0          | 2          | 77      | 52        | +25        | 6              |
| 8    | Gales         | 3          | 1          | 0          | 2          | 86      | 70        | +16        | 6              |
| 9    | Escocia       | 3          | 1          | 0          | 2          | 52      | 59        | -7         | 6              |
| 10   | Fiyi          | 3          | 1          | 0          | 2          | 71      | 94        | -23        | 5              |
| 11   | Italia        | 3          | 0          | 0          | 3          | 43      | 144       | -101       | 0              |
| 12   | Georgia       | 3          | 0          | 0          | 3          | 42      | 222       | -180       | 0              |

|  | Semifinales 1° al 4° puesto |

|  | Semifinales 5° al 8° puesto |

#### Resultados
| 9 de junio | Australia | 18 - 14 | Escocia |  |  |

| 9 de junio | Inglaterra | 34 - 8 | Fiyi |  |  |

| 9 de junio | Irlanda | 8 - 26 | Francia |  |  |

| 9 de junio | Italia | 16 - 75 | Nueva Zelanda |  |  |

| 9 de junio | Sudáfrica | 20 - 16 | Argentina |  |  |

| 9 de junio | Gales | 73 - 25 | Georgia |  |  |

| 13 de junio | Australia | 43 - 20 | Fiyi |  |  |

| 13 de junio | Inglaterra | 14 - 29 | Nueva Zelanda |  |  |

| 13 de junio | Irlanda | 22 - 26 | Argentina |  |  |

| 13 de junio | Italia | 10 - 26 | Escocia |  |  |

| 13 de junio | Sudáfrica | 102 - 17 | Georgia |  |  |

| 13 de junio | Gales | 3 - 32 | Francia |  |  |

| 17 de junio | Australia | 21 - 17 | Nueva Zelanda |  |  |

| 17 de junio | Inglaterra | 31 - 12 | Escocia |  |  |

| 17 de junio | Irlanda | 47 - 0 | Georgia |  |  |

| 17 de junio | Italia | 17 - 43 | Fiyi |  |  |

| 17 de junio | Sudáfrica | 14 - 10 | Francia |  |  |

| 17 de junio | Gales | 10 - 13 | Argentina |  |  |

### Semifinales 9° al 12° puesto
| 21 de junio | Fiyi | 33 - 12 | Italia |  |  |

| 21 de junio | Escocia | 46 - 14 | Georgia |  |  |

### Semifinales 5° al 8° puesto
| 21 de junio | Argentina | 20 - 42 | Irlanda |  |  |

| 21 de junio | Inglaterra | 13 - 11 | Gales |  |  |

### Semifinal 1° al 4° puesto
| 21 de junio | Sudáfrica | 40 - 23 | Nueva Zelanda |  |  |

| 21 de junio | Australia | 17 - 32 | Francia |  |  |

### 11° puesto
| 25 de junio | Italia | 12 - 9 | Georgia |  |  |

### 9° puesto
| 25 de junio | Fiyi | 21 - 19 | Escocia |  |  |

### 7° puesto
| 25 de junio | Argentina | 28 - 12 | Gales |  |  |

### Quinto puesto
| 25 de junio | Irlanda | 8 - 32 | Inglaterra |  |  |

### Tercer puesto
| 25 de junio | Nueva Zelanda | 39 - 36 | Australia |  |  |

### Final
| 25 de junio | Francia | 24 - 13 | Sudáfrica |  |  |

| Bandera de Francia |
| Campeón Francia    |
| Primer título      |